# Championnats d'Europe de triathlon 2016
Navigation
Édition précédente Édition suivante
Les championnats d'Europe de triathlon 2016 sont la trente-deuxième édition des championnats d'Europe de triathlon, une compétition internationale de triathlon sous l'égide de la fédération européenne de ce sport. L'épreuve est constituée de 1 500 mètres de natation, 40 kilomètres de vélo puis 10 kilomètres de course à pied.
Cette édition se tient dans la ville portugaise de Lisbonne et elle est remportée par l'Espagnol Javier Gómez chez les hommes et par la Britannique India Lee chez les femmes.

## Palmarès

### Hommes
| Rang               | Triathlète               | Temps           |
| ------------------ | ------------------------ | --------------- |
| Médaille d'or      | Javier Gómez             | 1 h 49 min 30 s |
| Médaille d'argent  | Dmitry Polyanskiy        | 1 h 50 min 9 s  |
| Médaille de bronze | Andrea Salvisberg        | 1 h 50 min 32 s |
| 4                  | Alessandro Fabian        | 1 h 50 min 37 s |
| 5                  | Igor Polyansky           | 1 h 50 min 38 s |
| 6                  | João Pereira             | 1 h 50 min 39 s |
| 7                  | João Silva               | 1 h 50 min 40 s |
| 8                  | Francesc Godoy Contreras | 1 h 50 min 48 s |
| 9                  | Rostislav Pevtsov        | 1 h 51 min 1 s  |
| 10                 | Grant Sheldon            | 1 h 51 min 5 s  |

### Femmes
| Rang               | Triathlète           | Temps          |
| ------------------ | -------------------- | -------------- |
| Médaille d'or      | India Lee            | 2 h 4 min 3 s  |
| Médaille d'argent  | Yuliya Yelistratova  | 2 h 4 min 19 s |
| Médaille de bronze | Zsófia Kovács        | 2 h 4 min 24 s |
| 4                  | Vendula Frintová     | 2 h 4 min 40 s |
| 5                  | Anne Haug            | 2 h 4 min 45 s |
| 6                  | Alexandra Razarenova | 2 h 4 min 51 s |
| 7                  | Heather Sellars      | 2 h 5 min 4 s  |
| 8                  | Mariya Shorets       | 2 h 5 min 9 s  |
| 9                  | Agnieszka Jerzyk     | 2 h 5 min 23 s |
| 10                 | Lucy Hall            | 2 h 5 min 29 s |

### Relais Mixte
| Rang               | Équipe                                                                      | Temps           |
| ------------------ | --------------------------------------------------------------------------- | --------------- |
| Médaille d'or      | Royaume-Uni                                                                 | 1 h 07 min 03 s |
| Médaille d'or      | - Lucy Hall - Thomas Bishop - India Lee - Grant Sheldon                     | 1 h 07 min 03 s |
| Médaille d'argent  | Russie                                                                      | 1 h 07 min 08 s |
| Médaille d'argent  | - Mariya Shorets - Igor Polyansky - Alexandra Razarenova - Dmitry Polyansky | 1 h 07 min 08 s |
| Médaille de bronze | Hongrie                                                                     | 1 h 07 min 19 s |
| Médaille de bronze | - Zsófia Kovács - Tamás Tóth - Margit Vanek - Ákos Vanek                    | 1 h 07 min 19 s |